# Старое еврейское кладбище (Лодзь)
Старое еврейское кладбище (пол. Stary Nowy cmentarz żydowski) — несуществующее в настоящее время иудейское кладбище, находившееся в Лодзи, Польша. Кладбище находилось на улице Весёлой в лодзинском районе Балуты.

## История
Кладбище было основано 4 апреля 1811 года на земельном участке, которое приобрели для лодзинской еврейской общины. До этого времени лодзинские евреи хоронили своих усопших на еврейских кладбищах около населённых пунктов Лютомерск и Стрыкув.
Первоначальная площадь кладбища составляла 0,06 гектаров и уже к 80-м годам XIX столетия на нём не было места для новых захоронений. 30 сентября 1888 года еврейская община обратилась к городским властям с просьбой о выделении участка для нового кладбища.
До своего закрытия 10 ноября 1892 года кладбище насчитывало около 15 тысяч захоронений.
Во время Первой мировой войны новое кладбище было закрыто и умерших хоронили на старом кладбище. Последнее захоронение на старом кладбище было в 1922 году.
Старое кладбище было полностью уничтожено в 1942 году немецкими оккупационными властями. Окончательно участок бывшего еврейского кладбища исчез в 1949 году при строительстве улицы Заходней. Часть уцелевших надгробий было использовано для мощения и укрепления дорожного покрытия улиц Згерской и Базаровой.
В настоящее время через участок бывшего кладбища проходит улица Заходня и на нём стоят жилые дома. Сохранились только фрагменты бывшей кладбищенской стены на улицах Рыбной и Базаровой. На улице Рыбной находится памятный камень с мемориальной доской.

## Источник
- Przemysław Burchard: Pamiątki i zabytki kultury żydowskiej w Polsce. Warszawa: 1990, стр. 116.